# Bilan saison par saison du Burnley Football Club
Cet article présente le bilan saison par saison du Burnley Football Club, à savoir ses résultats en championnat, coupes nationales et coupes européennes depuis sa première participation en Coupe d'Angleterre en 1885.

## Légende du tableau
| Champion / Vainqueur | Deuxième / Finaliste | Troisième | Promotion | Relégation |

Les changements de divisions sont indiqués en gras.
- Première division = Division 1 (jusqu'en 1992) puis Premier League (depuis 1992)
- Deuxième division = Division 2 (jusqu'en 1992) puis Division 1 (1992-2004) puis Championship (depuis 2004)
- Troisième  division = Division 3 (jusqu'en 1992) puis Division 2 (1992-2004) puis League One (depuis 2004)
- Quatrième division = Division 4 (jusqu'en 1992) puis Division 3 (1992-2004) puis League Two (depuis 2004)

- C1 = Coupe des clubs champions européens (1955-1992) puis Ligue des champions (depuis 1992)
- C3 = Coupe des villes de foires (1955-1971) puis Coupe UEFA (1971-2009) puis Ligue Europa (depuis 2009)

## Bilan toutes compétitions confondues
| 1885-1886                                                                                | Pas de championnat | Pas de championnat | Pas de championnat | Pas de championnat | Pas de championnat | Pas de championnat | Pas de championnat | Pas de championnat | Pas de championnat | Pas de championnat | Premier tour       | —                | —         | —                     | —  | —                |
| 1886-1887                                                                                | Pas de championnat | Pas de championnat | Pas de championnat | Pas de championnat | Pas de championnat | Pas de championnat | Pas de championnat | Pas de championnat | Pas de championnat | Pas de championnat | Premier tour       | —                | —         | —                     | —  | —                |
| 1887-1888                                                                                | Pas de championnat | Pas de championnat | Pas de championnat | Pas de championnat | Pas de championnat | Pas de championnat | Pas de championnat | Pas de championnat | Pas de championnat | Pas de championnat | Deuxième tour      | —                | —         | —                     | —  | —                |
| 1888-1889                                                                                | Division 1         | 9e                 | 17                 | 22                 | 7                  | 3                  | 12                 | 42                 | 62                 | -20                | Deuxième tour      | —                | —         | —                     | —  | —                |
| 1889-1890                                                                                | Division 1         | 11e                | 13                 | 22                 | 4                  | 5                  | 13                 | 36                 | 65                 | -29                | Premier tour       | —                | —         | —                     | —  | —                |
| 1890-1891                                                                                | Division 1         | 8e                 | 21                 | 22                 | 9                  | 3                  | 10                 | 52                 | 63                 | -11                | Deuxième tour      | —                | —         | —                     | —  | —                |
| 1891-1892                                                                                | Division 1         | 7e                 | 26                 | 26                 | 11                 | 4                  | 11                 | 49                 | 45                 | +4                 | Deuxième tour      | —                | —         | —                     | —  | —                |
| 1892-1893                                                                                | Division 1         | 6e                 | 30                 | 30                 | 13                 | 4                  | 13                 | 51                 | 44                 | +7                 | Deuxième tour      | —                | —         | —                     | —  | —                |
| 1893-1894                                                                                | Division 1         | 5e                 | 34                 | 30                 | 15                 | 4                  | 11                 | 61                 | 51                 | +10                | Premier tour       | —                | —         | —                     | —  | —                |
| 1894-1895                                                                                | Division 1         | 9e                 | 26                 | 30                 | 11                 | 4                  | 15                 | 44                 | 56                 | -12                | Premier tour       | —                | —         | —                     | —  | —                |
| 1895-1896                                                                                | Division 1         | 10e                | 27                 | 30                 | 10                 | 7                  | 13                 | 48                 | 44                 | +64                | Deuxième tour      | —                | —         | —                     | —  | —                |
| 1896-1897                                                                                | Division 1         | 16e                | 19                 | 30                 | 6                  | 7                  | 17                 | 43                 | 61                 | -18                | Premier tour       | —                | —         | —                     | —  | —                |
| 1897-1898                                                                                | Division 2         | 1er                | 48                 | 30                 | 20                 | 8                  | 2                  | 80                 | 24                 | +56                | Quarts de finale   | —                | —         | —                     | —  | —                |
| 1898-1899                                                                                | Division 1         | 3e                 | 39                 | 34                 | 15                 | 9                  | 10                 | 45                 | 47                 | -2                 | Premier tour       | —                | —         | —                     | —  | —                |
| 1899-1900                                                                                | Division 1         | 17e                | 27                 | 34                 | 11                 | 5                  | 18                 | 34                 | 54                 | -20                | Premier tour       | —                | —         | —                     | —  | —                |
| 1900-1901                                                                                | Division 2         | 3e                 | 44                 | 34                 | 20                 | 4                  | 10                 | 53                 | 29                 | +24                | Deuxième tour      | —                | —         | —                     | —  | —                |
| 1901-1902                                                                                | Division 2         | 9e                 | 30                 | 34                 | 10                 | 10                 | 14                 | 41                 | 45                 | -4                 | Premier tour       | —                | —         | —                     | —  | —                |
| 1902-1903                                                                                | Division 2         | 18e                | 20                 | 34                 | 6                  | 8                  | 20                 | 30                 | 77                 | -47                | Tour intermédiaire | —                | —         | —                     | —  | —                |
| 1903-1904                                                                                | Division 2         | 5e                 | 39                 | 34                 | 15                 | 9                  | 10                 | 50                 | 55                 | -5                 | Quatrième tour Q   | —                | —         | —                     | —  | —                |
| 1904-1905                                                                                | Division 2         | 11e                | 30                 | 34                 | 12                 | 6                  | 16                 | 43                 | 52                 | -9                 | Tour intermédiaire | —                | —         | —                     | —  | —                |
| 1905-1906                                                                                | Division 2         | 9e                 | 38                 | 38                 | 15                 | 8                  | 15                 | 42                 | 53                 | -11                | Premier tour       | —                | —         | —                     | —  | —                |
| 1906-1907                                                                                | Division 2         | 7e                 | 40                 | 38                 | 17                 | 6                  | 15                 | 62                 | 47                 | +15                | Premier tour       | —                | —         | —                     | —  | —                |
| 1907-1908                                                                                | Division 2         | 7e                 | 46                 | 38                 | 20                 | 6                  | 12                 | 67                 | 50                 | +17                | Premier tour       | —                | —         | —                     | —  | —                |
| 1908-1909                                                                                | Division 2         | 14e                | 33                 | 38                 | 13                 | 7                  | 18                 | 51                 | 58                 | -7                 | Quarts de finale   | —                | —         | —                     | —  | —                |
| 1909-1910                                                                                | Division 2         | 14e                | 34                 | 38                 | 14                 | 6                  | 18                 | 62                 | 61                 | +1                 | Deuxième tour      | —                | —         | —                     | —  | —                |
| 1910-1911                                                                                | Division 2         | 8e                 | 41                 | 38                 | 13                 | 15                 | 10                 | 45                 | 45                 | 0                  | Quarts de finale   | —                | —         | —                     | —  | —                |
| 1911-1912                                                                                | Division 2         | 3e                 | 52                 | 38                 | 22                 | 8                  | 8                  | 77                 | 41                 | +36                | Premier tour       | —                | —         | —                     | —  | —                |
| 1912-1913                                                                                | Division 2         | 2e                 | 50                 | 38                 | 21                 | 8                  | 9                  | 88                 | 53                 | +35                | Demi-finales       | —                | —         | —                     | —  | —                |
| 1913-1914                                                                                | Division 1         | 12e                | 36                 | 38                 | 12                 | 12                 | 14                 | 61                 | 53                 | +8                 | Vainqueur          | —                | —         | —                     | —  | —                |
| 1914-1915                                                                                | Division 1         | 4e                 | 43                 | 38                 | 18                 | 7                  | 13                 | 61                 | 47                 | +14                | Troisième tour     | —                | —         | —                     | —  | —                |
| Aucune compétition disputée entre 1915 et 1919 en raison de la Première Guerre mondiale. |                    |                    |                    |                    |                    |                    |                    |                    |                    |                    |                    |                  |           |                       |    |                  |
| 1919-1920                                                                                | Division 1         | 2e                 | 51                 | 42                 | 21                 | 9                  | 12                 | 65                 | 59                 | +6                 | Deuxième tour      | —                | —         | —                     | —  | —                |
| 1920-1921                                                                                | Division 1         | 1er                | 59                 | 42                 | 23                 | 13                 | 6                  | 79                 | 36                 | +43                | Troisième tour     | —                | —         | —                     | —  | —                |
| 1921-1922                                                                                | Division 1         | 3e                 | 49                 | 42                 | 22                 | 5                  | 15                 | 54                 | 49                 | +5                 | Premier tour       | —                | Finale    | —                     | —  | —                |
| 1922-1923                                                                                | Division 1         | 15e                | 38                 | 42                 | 16                 | 6                  | 20                 | 58                 | 59                 | -1                 | Premier tour       | —                | —         | —                     | —  | —                |
| 1923-1924                                                                                | Division 1         | 17e                | 36                 | 42                 | 12                 | 12                 | 18                 | 55                 | 60                 | -5                 | Demi-finales       | —                | —         | —                     | —  | —                |
| 1924-1925                                                                                | Division 1         | 19e                | 34                 | 42                 | 11                 | 12                 | 19                 | 46                 | 75                 | -29                | Premier tour       | —                | —         | —                     | —  | —                |
| 1925-1926                                                                                | Division 1         | 20e                | 36                 | 42                 | 13                 | 10                 | 19                 | 85                 | 108                | -23                | Troisième tour     | —                | —         | —                     | —  | —                |
| 1926-1927                                                                                | Division 1         | 5e                 | 47                 | 42                 | 19                 | 9                  | 14                 | 91                 | 80                 | +11                | Cinquième tour     | —                | —         | —                     | —  | —                |
| 1927-1928                                                                                | Division 1         | 19e                | 39                 | 42                 | 16                 | 7                  | 19                 | 81                 | 103                | -22                | Troisième tour     | —                | —         | —                     | —  | —                |
| 1928-1929                                                                                | Division 1         | 19e                | 38                 | 42                 | 15                 | 8                  | 19                 | 81                 | 103                | -23                | Quatrième tour     | —                | —         | —                     | —  | —                |
| 1929-1930                                                                                | Division 1         | 21e                | 36                 | 42                 | 14                 | 8                  | 20                 | 79                 | 97                 | -18                | Troisième tour     | —                | —         | —                     | —  | —                |
| 1930-1931                                                                                | Division 2         | 8e                 | 45                 | 42                 | 17                 | 11                 | 14                 | 81                 | 77                 | +4                 | Quatrième tour     | —                | —         | —                     | —  | —                |
| 1931-1932                                                                                | Division 2         | 19e                | 35                 | 42                 | 13                 | 9                  | 20                 | 59                 | 87                 | -28                | Troisième tour     | —                | —         | —                     | —  | —                |
| 1932-1933                                                                                | Division 2         | 19e                | 36                 | 42                 | 11                 | 14                 | 17                 | 67                 | 79                 | -12                | Quarts de finale   | —                | —         | —                     | —  | —                |
| 1933-1934                                                                                | Division 2         | 13e                | 42                 | 42                 | 18                 | 6                  | 18                 | 60                 | 72                 | -12                | Troisième tour     | —                | —         | —                     | —  | —                |
| 1934-1935                                                                                | Division 2         | 12e                | 41                 | 42                 | 16                 | 9                  | 17                 | 63                 | 73                 | -10                | Demi-finales       | —                | —         | —                     | —  | —                |
| 1935-1936                                                                                | Division 2         | 15e                | 37                 | 42                 | 12                 | 13                 | 17                 | 50                 | 59                 | -9                 | Troisième tour     | —                | —         | —                     | —  | —                |
| 1936-1937                                                                                | Division 2         | 13e                | 42                 | 42                 | 16                 | 10                 | 16                 | 57                 | 61                 | -4                 | Cinquième tour     | —                | —         | —                     | —  | —                |
| 1937-1938                                                                                | Division 2         | 6e                 | 44                 | 42                 | 17                 | 10                 | 15                 | 54                 | 54                 | 0                  | Quatrième tour     | —                | —         | —                     | —  | —                |
| 1938-1939                                                                                | Division 2         | 14e                | 39                 | 42                 | 15                 | 9                  | 18                 | 50                 | 56                 | -6                 | Troisième tour     | —                | —         | —                     | —  | —                |
| Aucune compétition disputée entre 1939 et 1945 en raison de la Seconde Guerre mondiale.  |                    |                    |                    |                    |                    |                    |                    |                    |                    |                    |                    |                  |           |                       |    |                  |
| 1945-1946                                                                                | —                  | —                  | —                  | —                  | —                  | —                  | —                  | —                  | —                  | —                  | Troisième tour     | —                | —         | —                     | —  | —                |
| 1946-1947                                                                                | Division 2         | 2e                 | 58                 | 42                 | 22                 | 14                 | 6                  | 65                 | 29                 | +36                | Finale             | —                | —         | —                     | —  | —                |
| 1947-1948                                                                                | Division 1         | 3e                 | 52                 | 42                 | 20                 | 12                 | 10                 | 56                 | 43                 | +13                | Troisième tour     | —                | —         | —                     | —  | —                |
| 1948-1949                                                                                | Division 1         | 15e                | 38                 | 42                 | 12                 | 14                 | 16                 | 43                 | 50                 | -7                 | Cinquième tour     | —                | —         | —                     | —  | —                |
| 1949-1950                                                                                | Division 1         | 10e                | 45                 | 42                 | 16                 | 13                 | 13                 | 40                 | 40                 | 0                  | Cinquième tour     | —                | —         | —                     | —  | —                |
| 1950-1951                                                                                | Division 1         | 10e                | 42                 | 42                 | 14                 | 14                 | 14                 | 48                 | 43                 | +5                 | Troisième tour     | —                | —         | —                     | —  | —                |
| 1951-1952                                                                                | Division 1         | 14e                | 40                 | 42                 | 15                 | 10                 | 17                 | 56                 | 63                 | -13                | Quarts de finale   | —                | —         | —                     | —  | —                |
| 1952-1953                                                                                | Division 1         | 6e                 | 48                 | 42                 | 18                 | 12                 | 12                 | 67                 | 52                 | +15                | Cinquième tour     | —                | —         | —                     | —  | —                |
| 1953-1954                                                                                | Division 1         | 7e                 | 46                 | 42                 | 21                 | 4                  | 17                 | 78                 | 67                 | +11                | Quatrième tour     | —                | —         | —                     | —  | —                |
| 1954-1955                                                                                | Division 1         | 10e                | 43                 | 42                 | 17                 | 9                  | 16                 | 51                 | 48                 | +3                 | Troisième tour     | —                | —         | —                     | —  | —                |
| 1955-1956                                                                                | Division 1         | 7e                 | 44                 | 42                 | 18                 | 8                  | 16                 | 54                 | 44                 | +10                | Quatrième tour     | —                | —         | —                     | —  | —                |
| 1956-1957                                                                                | Division 1         | 7e                 | 46                 | 42                 | 18                 | 10                 | 14                 | 56                 | 50                 | +6                 | Quarts de finale   | —                | —         | —                     | —  | —                |
| 1957-1958                                                                                | Division 1         | 6e                 | 47                 | 42                 | 21                 | 5                  | 16                 | 80                 | 74                 | +6                 | Quatrième tour     | —                | —         | —                     | —  | —                |
| 1958-1959                                                                                | Division 1         | 7e                 | 48                 | 42                 | 19                 | 10                 | 13                 | 81                 | 70                 | +11                | Quarts de finale   | —                | —         | —                     | —  | —                |
| 1959-1960                                                                                | Division 1         | 1er                | 55                 | 42                 | 24                 | 7                  | 11                 | 85                 | 61                 | +24                | Quarts de finale   | —                | —         | —                     | —  | —                |
| 1960-1961                                                                                | Division 1         | 4e                 | 51                 | 42                 | 22                 | 7                  | 13                 | 102                | 77                 | +25                | Demi-finales       | Demi-finales     | Vainqueur | —                     | C1 | Quarts de finale |
| 1961-1962                                                                                | Division 1         | 2e                 | 53                 | 42                 | 21                 | 11                 | 10                 | 101                | 67                 | +34                | Finale             | —                | —         | —                     | —  | —                |
| 1962-1963                                                                                | Division 1         | 3e                 | 54                 | 42                 | 22                 | 10                 | 10                 | 78                 | 57                 | +21                | Quatrième tour     | —                | —         | —                     | —  | —                |
| 1963-1964                                                                                | Division 1         | 9e                 | 44                 | 42                 | 17                 | 10                 | 15                 | 71                 | 64                 | +7                 | Quarts de finale   | —                | —         | —                     | —  | —                |
| 1964-1965                                                                                | Division 1         | 12e                | 42                 | 42                 | 16                 | 10                 | 16                 | 70                 | 70                 | 0                  | Cinquième tour     | —                | —         | —                     | —  | —                |
| 1965-1966                                                                                | Division 1         | 3e                 | 55                 | 42                 | 24                 | 7                  | 11                 | 79                 | 47                 | +32                | Quatrième tour     | Quarts de finale | —         | —                     | —  | —                |
| 1966-1967                                                                                | Division 1         | 14e                | 39                 | 42                 | 15                 | 9                  | 18                 | 66                 | 76                 | -10                | Troisième tour     | Troisième tour   | —         | —                     | C3 | Quarts de finale |
| 1967-1968                                                                                | Division 1         | 14e                | 38                 | 42                 | 14                 | 10                 | 18                 | 64                 | 71                 | -7                 | Troisième tour     | Quarts de finale | —         | —                     | —  | —                |
| 1968-1969                                                                                | Division 1         | 14e                | 39                 | 42                 | 15                 | 9                  | 18                 | 55                 | 82                 | -27                | Quatrième tour     | Demi-finales     | —         | —                     | —  | —                |
| 1969-1970                                                                                | Division 1         | 14e                | 39                 | 42                 | 12                 | 15                 | 15                 | 56                 | 61                 | -5                 | Quatrième tour     | Quatrième tour   | —         | —                     | —  | —                |
| 1970-1971                                                                                | Division 1         | 21e                | 27                 | 42                 | 7                  | 13                 | 22                 | 29                 | 63                 | -34                | Troisième tour     | Deuxième tour    | —         | —                     | —  | —                |
| 1971-1972                                                                                | Division 2         | 7e                 | 46                 | 42                 | 20                 | 6                  | 16                 | 70                 | 55                 | +15                | Troisième tour     | Troisième tour   | —         | —                     | —  | —                |
| 1972-1973                                                                                | Division 2         | 1er                | 62                 | 42                 | 24                 | 14                 | 4                  | 72                 | 35                 | +37                | Troisième tour     | Deuxième tour    | —         | —                     | —  | —                |
| 1973-1974                                                                                | Division 1         | 6e                 | 46                 | 42                 | 16                 | 14                 | 12                 | 56                 | 53                 | +3                 | Demi-finales       | Troisième tour   | —         | Vainqueur             | —  | —                |
| 1974-1975                                                                                | Division 1         | 10e                | 45                 | 42                 | 17                 | 11                 | 14                 | 68                 | 67                 | +1                 | Troisième tour     | Quatrième tour   | —         | —                     | —  | —                |
| 1975-1976                                                                                | Division 1         | 21e                | 28                 | 42                 | 9                  | 10                 | 23                 | 43                 | 66                 | -23                | Troisième tour     | Quarts de finale | —         | —                     | —  | —                |
| 1976-1977                                                                                | Division 2         | 16e                | 36                 | 42                 | 11                 | 14                 | 17                 | 46                 | 64                 | -18                | Quatrième tour     | Deuxième tour    | —         | —                     | —  | —                |
| 1977-1978                                                                                | Division 2         | 11e                | 40                 | 42                 | 15                 | 10                 | 17                 | 56                 | 64                 | -8                 | Quatrième tour     | Troisième tour   | —         | —                     | —  | —                |
| 1978-1979                                                                                | Division 2         | 13e                | 40                 | 42                 | 14                 | 12                 | 16                 | 51                 | 62                 | -11                | Cinquième tour     | Troisième tour   | —         | —                     | —  | —                |
| 1979-1980                                                                                | Division 2         | 21e                | 27                 | 42                 | 6                  | 15                 | 21                 | 39                 | 73                 | -34                | Quatrième tour     | Deuxième tour    | —         | —                     | —  | —                |
| 1980-1981                                                                                | Division 3         | 8e                 | 50                 | 46                 | 18                 | 14                 | 14                 | 60                 | 48                 | +12                | Deuxième tour      | Deuxième tour    | —         | —                     | —  | —                |
| 1981-1982                                                                                | Division 3         | 1er                | 80                 | 46                 | 21                 | 17                 | 8                  | 66                 | 45                 | +21                | Quatrième tour     | Premier tour     | —         | —                     | —  | —                |
| 1982-1983                                                                                | Division 2         | 21e                | 44                 | 42                 | 12                 | 8                  | 22                 | 56                 | 66                 | -10                | Quarts de finale   | Demi-finales     | —         | —                     | —  | —                |
| 1983-1984                                                                                | Division 3         | 12e                | 62                 | 46                 | 16                 | 14                 | 16                 | 76                 | 61                 | +15                | Troisième tour     | Premier tour     | —         | Demi-finales Nord     | —  | —                |
| 1984-1985                                                                                | Division 3         | 21e                | 44                 | 42                 | 12                 | 8                  | 22                 | 56                 | 66                 | -10                | Troisième tour     | Deuxième tour    | —         | Quarts de finale Nord | —  | —                |
| 1985-1986                                                                                | Division 4         | 14e                | 59                 | 46                 | 16                 | 11                 | 19                 | 60                 | 65                 | -5                 | Troisième tour     | Premier tour     | —         | Phase de groupes Nord | —  | —                |
| 1986-1987                                                                                | Division 4         | 22e                | 49                 | 46                 | 12                 | 13                 | 21                 | 53                 | 74                 | -19                | Premier tour       | Premier tour     | —         | Premier tour Nord     | —  | —                |
| 1987-1988                                                                                | Division 4         | 10e                | 67                 | 46                 | 20                 | 7                  | 19                 | 57                 | 62                 | -5                 | Premier tour       | Deuxième tour    | —         | Finale                | —  | —                |
| 1988-1989                                                                                | Division 4         | 16e                | 55                 | 46                 | 14                 | 13                 | 19                 | 52                 | 61                 | -9                 | Premier tour       | Deuxième tour    | —         | Premier tour Nord     | —  | —                |
| 1989-1990                                                                                | Division 4         | 16e                | 56                 | 46                 | 14                 | 14                 | 18                 | 45                 | 55                 | -10                | Troisième tour     | Premier tour     | —         | Phase de groupes Nord | —  | —                |
| 1990-1991                                                                                | Division 4         | 6e                 | 79                 | 46                 | 23                 | 10                 | 13                 | 70                 | 51                 | +19                | Troisième tour     | Deuxième tour    | —         | Demi-finales Nord     | —  | —                |
| 1991-1992                                                                                | Division 4         | 1er                | 83                 | 42                 | 25                 | 8                  | 9                  | 79                 | 43                 | +36                | Troisième tour     | Premier tour     | —         | Finale Nord           | —  | —                |
| 1992-1993                                                                                | Division 2         | 13e                | 61                 | 46                 | 15                 | 16                 | 15                 | 57                 | 59                 | -2                 | Troisième tour     | Premier tour     | —         | Quarts de finale Nord | —  | —                |
| 1993-1994                                                                                | Division 2         | 6e                 | 73                 | 46                 | 21                 | 10                 | 15                 | 79                 | 58                 | +21                | Troisième tour     | Deuxième tour    | —         | Phase de groupes Nord | —  | —                |
| 1994-1995                                                                                | Division 1         | 22e                | 46                 | 46                 | 11                 | 13                 | 22                 | 49                 | 74                 | -15                | Quatrième tour     | Deuxième tour    | —         | —                     | —  | —                |
| 1995-1996                                                                                | Division 2         | 17e                | 55                 | 46                 | 14                 | 13                 | 19                 | 68                 | 55                 | +13                | Premier tour       | Deuxième tour    | —         | Quarts de finale Nord | —  | —                |
| 1996-1997                                                                                | Division 2         | 9e                 | 68                 | 46                 | 19                 | 11                 | 16                 | 55                 | 68                 | -13                | Troisième tour     | Deuxième tour    | —         | Deuxième tour Nord    | —  | —                |
| 1997-1998                                                                                | Division 2         | 20e                | 52                 | 46                 | 13                 | 13                 | 20                 | 55                 | 65                 | -10                | Premier tour       | Deuxième tour    | —         | Finale Nord           | —  | —                |
| 1998-1999                                                                                | Division 2         | 15e                | 55                 | 46                 | 13                 | 16                 | 17                 | 54                 | 73                 | -19                | Premier tour       | Premier tour     | —         | Premier tour Nord     | —  | —                |
| 1999-2000                                                                                | Division 2         | 2e                 | 88                 | 46                 | 25                 | 13                 | 8                  | 69                 | 47                 | +22                | Quatrième tour     | Premier tour     | —         | Premier tour Nord     | —  | —                |
| 2000-2001                                                                                | Division 1         | 7e                 | 72                 | 46                 | 21                 | 9                  | 16                 | 50                 | 54                 | -4                 | Troisième tour     | Deuxième tour    | —         | —                     | —  | —                |
| 2001-2002                                                                                | Division 1         | 7e                 | 75                 | 46                 | 21                 | 12                 | 13                 | 70                 | 62                 | +8                 | Quatrième tour     | Premier tour     | —         | —                     | —  | —                |
| 2002-2003                                                                                | Division 1         | 16e                | 55                 | 46                 | 15                 | 10                 | 21                 | 65                 | 89                 | -24                | Quarts de finale   | Quatrième tour   | —         | —                     | —  | —                |
| 2003-2004                                                                                | Division 1         | 19e                | 53                 | 46                 | 13                 | 14                 | 19                 | 60                 | 77                 | -17                | Cinquième tour     | Troisième tour   | —         | —                     | —  | —                |
| 2004-2005                                                                                | Championship       | 13e                | 60                 | 46                 | 15                 | 15                 | 16                 | 38                 | 39                 | -1                 | Cinquième tour     | Quatrième tour   | —         | —                     | —  | —                |
| 2005-2006                                                                                | Championship       | 17e                | 54                 | 46                 | 14                 | 12                 | 20                 | 46                 | 54                 | -8                 | Troisième tour     | Troisième tour   | —         | —                     | —  | —                |
| 2006-2007                                                                                | Championship       | 15e                | 57                 | 46                 | 15                 | 12                 | 19                 | 49                 | 57                 | -8                 | Troisième tour     | Premier tour     | —         | —                     | —  | —                |
| 2007-2008                                                                                | Championship       | 13e                | 62                 | 46                 | 16                 | 14                 | 16                 | 60                 | 67                 | -7                 | Troisième tour     | Troisième tour   | —         | —                     | —  | —                |
| 2008-2009                                                                                | Championship       | 5e                 | 76                 | 46                 | 21                 | 13                 | 12                 | 72                 | 60                 | +12                | Cinquième tour     | Demi-finales     | —         | —                     | —  | —                |
| 2009-2010                                                                                | Premier League     | 18e                | 30                 | 38                 | 8                  | 6                  | 24                 | 42                 | 82                 | -40                | Quatrième tour     | Troisième tour   | —         | —                     | —  | —                |
| 2010-2011                                                                                | Championship       | 8e                 | 68                 | 46                 | 18                 | 14                 | 14                 | 65                 | 61                 | +4                 | Cinquième tour     | Quatrième tour   | —         | —                     | —  | —                |
| 2011-2012                                                                                | Championship       | 13e                | 58                 | 46                 | 17                 | 11                 | 18                 | 62                 | 61                 | +1                 | Troisième tour     | Quatrième tour   | —         | —                     | —  | —                |
| 2012-2013                                                                                | Championship       | 11e                | 61                 | 46                 | 16                 | 13                 | 17                 | 62                 | 60                 | +2                 | Troisième tour     | Troisième tour   | —         | —                     | —  | —                |
| 2013-2014                                                                                | Championship       | 2e                 | 93                 | 46                 | 26                 | 15                 | 5                  | 72                 | 37                 | +35                | Troisième tour     | Quatrième tour   | —         | —                     | —  | —                |
| 2014-2015                                                                                | Premier League     | 19e                | 33                 | 38                 | 7                  | 12                 | 19                 | 28                 | 53                 | -25                | Troisième tour     | Deuxième tour    | —         | —                     | —  | —                |
| 2015-2016                                                                                | Championship       | 1er                | 93                 | 46                 | 26                 | 15                 | 5                  | 72                 | 35                 | +37                | Quatrième tour     | Premier tour     | —         | —                     | —  | —                |
| 2016-2017                                                                                | Premier League     | 16e                | 40                 | 38                 | 11                 | 7                  | 20                 | 55                 | 40                 | +15                | Cinquième tour     | Deuxième tour    | —         | —                     | —  | —                |
| 2017-2018                                                                                | Premier League     | 7e                 | 54                 | 38                 | 14                 | 12                 | 12                 | 34                 | 54                 | -20                | Troisième tour     | Troisième tour   | —         | —                     | —  | —                |
| 2018-2019                                                                                | Premier League     | 15e                | 40                 | 38                 | 11                 | 7                  | 20                 | 45                 | 68                 | -23                | Quatrième tour     | Troisième tour   | —         | —                     | C3 | Barrages         |
| 2019-2020                                                                                | Premier League     | 10e                | 54                 | 38                 | 15                 | 9                  | 14                 | 43                 | 50                 | -7                 | Quatrième tour     | Deuxième tour    | —         | —                     | —  | —                |
| 2020-2021                                                                                | Premier League     | 17e                | 39                 | 38                 | 10                 | 9                  | 19                 | 33                 | 55                 | -22                | Cinquième tour     | Quatrième tour   | —         | —                     | —  | —                |
| 2021-2022                                                                                | Premier League     | 18e                | 35                 | 38                 | 7                  | 14                 | 17                 | 34                 | 53                 | -19                | Troisième tour     | Quatrième tour   | —         | —                     | —  | —                |
| 2022-2023                                                                                | Championship       | 1er                | 101                | 46                 | 29                 | 14                 | 3                  | 87                 | 35                 | +52                | Quarts de finale   | Quatrième tour   | —         | —                     | —  | —                |
| 2023-2024                                                                                | Premier League     | 19e                | 24                 | 38                 | 5                  | 9                  | 24                 | 41                 | 78                 | -37                | Troisième tour     | Quatrième tour   | —         | —                     | —  | —                |
| 2024-2025                                                                                | Championship       | 2e                 | 100                | 46                 | 28                 | 16                 | 2                  | 69                 | 16                 | +53                | Cinquième tour     | Deuxième tour    | —         | —                     | —  | —                |